# Autumn (репер)
Бенджамін Кларенс Філліпс-молодший (англ. Benjamin Clarence Phillips Jr., нар. 24 червня 1997 року, Лафаєтт, Луїзіана, Сполучені Штати), більш відомий як Autumn! — американський репер. Прославився завдяки популяризації мікрожанру pluggnb, разом зі своїми колегами по лейблу Victor Victor Worldwide — Summrs та Kankan.

## Кар'єра
Почав займатися музикою років ще з дитинства, у 11 років продюсував свого брата, поки той читав реп. Після того, як брат переїхав, він продовжив займатися музикою, освоївши секвенсор Mixcraft. Займався створенням бітів під псевдонімом Twinuzis, аж поки його колега по колективу Slayworld, Summrs, не запропонував йому стати за мікрофон, тож після цього він змінив псевдонім на Autumn!.
З 2018 року випустив більше десятка релізів. У 2020 році його кар'єра пішла стрімко вгору завдяки пісні One Way, яка зібрала більше 15 мільйонів прослуховувань у Spotify, а станом на 1 червня 2024 року має близько 55 мільйонів прослуховувань.

## Дискографія

### Студійні альбоми
- 2022 — Antagonist!
- 2023 — Golden Child, Chapter 3
- 2023 — Midnight Club
- 2023 — Midnight Club: Dub Edition
- 2024 — Solitary 2

### Мініальбоми
- 2017 — 2 Seasons (з Summrs)
- 2017 — Autumn
- 2017 — 2 Seasons II (з Summrs)
- 2018 — BUGGAWRLD
- 2018 — #DONTFORGETME #IMSTILLHERE
- 2018 — L.S.D.
- 2018 — ##RETRIBUTION
- 2018 — ##R2 ##R2
- 2018 — ##B4R3 ##B4R3
- 2018 — ##R3 ##R3
- 2018 — 5303
- 2018 — Opiates!
- 2019 — Modern Day Michelangelo
- 2019 — ##B4R4 ##B4R4
- 2019 — Wick & Clancy: 2S3 Vol. 1 (з Summrs)
- 2019 — WICK!
- 2020 — #hollywood
- 2020 — Ep TwinSwiper (з SeptembersRich)
- 2021 — simp music <3
- 2021 — Exactly
- 2021 — Not Much Longer
- 2021 — Not Much Left
- 2022 — ##B4GC2 ##B4GC2
- 2023 — ##B4GC3 ##B4GC3

### Мікстейпи
- 2019 — 4
- 2020 — Ils Verront
- 2020 — Solitary
- 2021 — Golden Child, Chapter 1
- 2022 — Golden Child, Chapter 2